# Thymus hohenackeri
Thymus hohenackeri — вид рослин родини глухокропивові (Lamiaceae), поширений у Закавказзі (Азербайджан, Вірменія та Грузія).

## Опис
Совбурці з тонкими, спрямованими в різні боки розгалуженнями. Квітконосні гілки піднімаються або майже прямовисні, 10–30 см заввишки, значно товщі розгалужень стовбура, від яких відходять, з міжвузлями до 20–22 мм завдовжки, на всій довжині густо запушені відстовбурченими й дещо хвилястими волосками ≈ 1–1.5 мм довжиною. Середні стеблові листя від яйцювато-ланцетних з черешком довше половини пластинки до довгасто-яйцювато-ланцетних короткочерешкових, 10–15 × 3.5–6 мм, з округлою або майже округлою основою, відразу звуженою в тонкий черешок, і тупуватою або тупою верхівкою на краю з 1–3 дрібними зазубринками на кожній стороні, з 2–3 парами тонких, але різко випнутих знизу жилок, з дрібними, але помітними точковими залозками, знизу по жилах і на всьому краю війчасті, зверху розсіяно або негусто волосисті; листки на безплідних пагонах довгасто-яйцювато-ланцетні, 8–15 × 2.5–3.5 мм, з 2 парами бічних жилок, в іншому як стеблові.
Суцвіття подовжене, більш-менш перерване, з 1–2 відсунутими кільцями. Приквіткові листки подібні до стеблових або (верхні) довгасто-еліптичні, ≈ 7–12 × 1.5–3 мм. Приквітки лінійно-ланцетні, війчасті. Квітконіжки 1.5–5 мм довжиною, густо запушені вниз відігнутими або майже притиснутими волосками. Чашечка трубчасто-дзвонова, 4.5–5 мм довжиною, знизу відстовбурчено-коротковолосиста, зверху гола. Віночок ≈ 7–8 мм довжиною, дуже блідий або, можливо, майже білий.

## Поширення
Рослина Закавказзя (Азербайджан, Вірменія та Грузія).